# Марк Ялий Бас Фабий Валериан
Марк Ялий Бас Фабий Валериан (на латински: Marcus Iallius Bassus Fabius Valerianus; * 120; † 170, Дакия) e римски политик и генерал.
Той е легат на Legio XIIII Gemina и управител (legatus Augusti pro praetore) на Долна Панония от 156 до 158, суфектконсул през 160 г. и след това от 163 до 164 г. управител на провинция Долна Мизия.
Намерен е надпис през 1914 г.:
M(arco) Iallio M(arci) f(ilio) Volt(inia) Basso Fabio Valeriano co(n)s(uli) prae[tori leg(ato) leg(ionis) XIIII Geminae Mart(iae) Vict(ricis)] leg(ato) Aug(usti) pr(o) pr(aetore) / provinc(iae) Pannoniae inferioris curatori oper(um) [p]u[blic(orum) leg(ato) Augg(ustorum) pr(o) pr(aetore)] provinciae / M<oe=Y>siae inferior(is) comiti Augustorum Parthicae exp[ed(itionis) leg(ato) Augg(ustorum) pr(o) pr(aetore) provinc(iae) Pan]noniae superioris